# Jewgeni Anatoljewitsch Druschinin

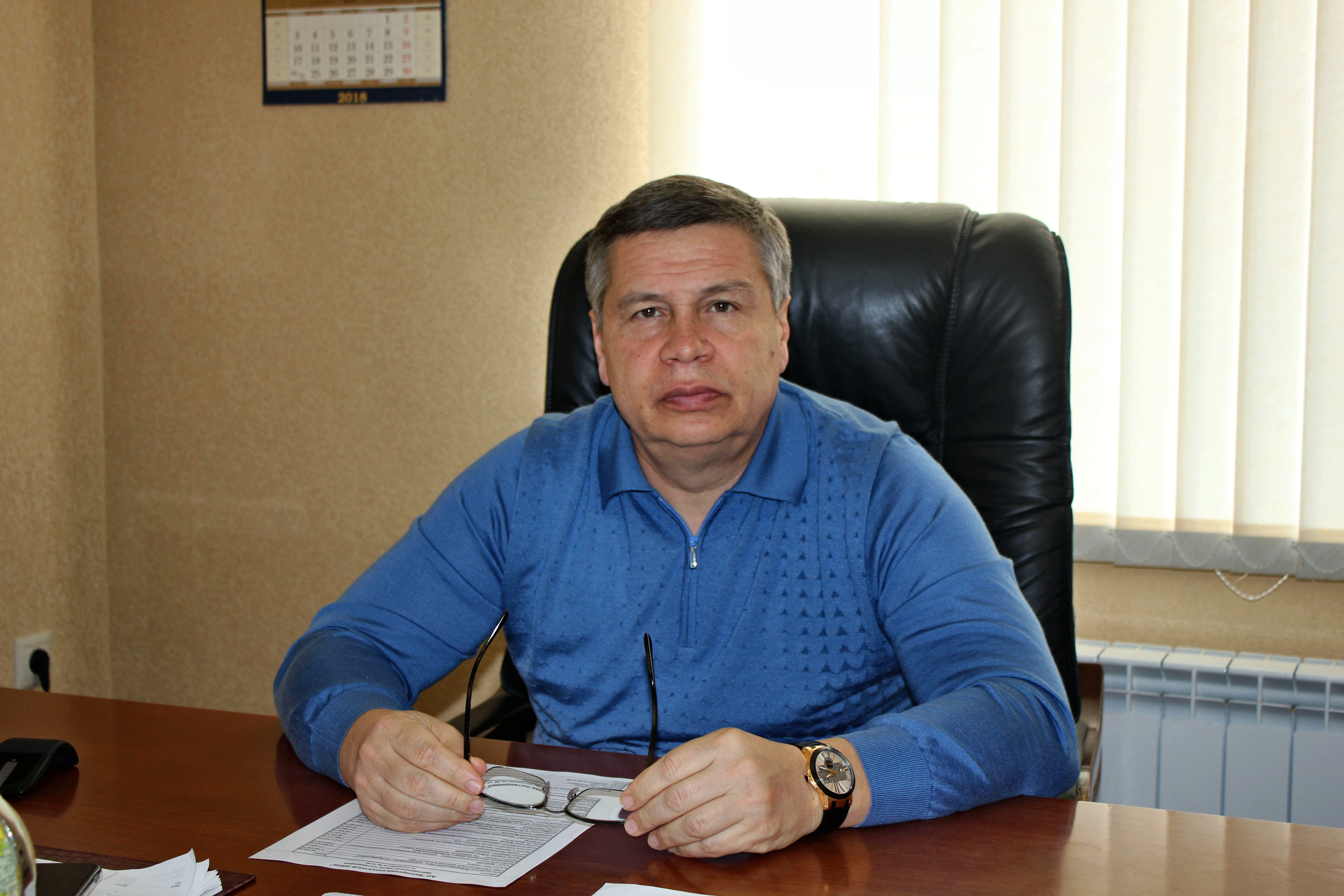
Jewgeni Anatoljewitsch Druschinin (2018)

Jewgeni Anatoljewitsch Druschinin (russisch Евгений Анатольевич Дружинин, * 29. Oktober 1968 in Kisljar, RSFSR, UdSSR) ist ein russischer Geschäftsmann. Er ist Generaldirektor von Kisljarski konjatschny sawod, einem der größten russischen Weinbrandhersteller und des zweitgrößten Unternehmens in Dagestan. Das Werk ist in der Liste der systemrelevanten Unternehmen von Dagestan enthalten.

## Lebenslauf
Druschinin wurde in eine Winzerfamilie geboren. Seine Mutter Ludmilla Iwanowna Druschinina war Leiterin des Sirupwerks des Kisljarski konjatschny sawod. Druschinin wuchs in Kisljar auf, wo er 1986 die allgemeinbildende Schule Nr. 7 abschloss. Von 1987 bis 1989 diente er am Kosmodrom Baikonur in der Stadt Leninsk. 1992 absolvierte er die wirtschaftswissenschaftliche Abteilung des Moskauer Kooperativen Instituts.
Anschließend wurde ihm die Stellung eines Kellermeisters in einem der Derbent-Werke angeboten, in denen Druschinin drei Jahre arbeitete. Im Jahr 1997 kehrte Druschinin im Zusammenhang mit der Schließung des Werkes in die russische Hauptstadt zurück, wo er stellvertretender Direktor der Moskauer Niederlassung von Kisljarski konjatschny sawod wurde und bis 2000 in dieser Position tätig war. Nach der Schließung der Niederlassung ging Druschinin in den Privatbereich über.
2005 absolvierte er die Moskauer Akademie für Staats- und Gemeindeverwaltung der Russischen Akademie für öffentliche Verwaltung (РАГС) unter dem Präsidenten der Russischen Föderation.
Im Mai 2008 wurde Druschinin der kaufmännische Stellvertreter des Direktors von Kisljarski konjatschny sawod. Nachdem Wladimir Grigoriants die Leitung des Betriebes verlassen hatte, wurde er von Jewgeni Druschinin geleitet. Während seiner Führung führte das Unternehmen mit eigenen finanziellen Mitteln eine Modernisierung durch, erhöhte das Produktionsvolumen und wurde zu einem wichtigen Geldgeber des Staatsbudgets von Dagestan. Auf seine Initiative hin wurde das Werk im Juli 2008 wieder Mitglied der Kreml-Lieferantengilde.
2012 wurde Druschinin von der Partei "Einiges Russland" (Единая Россия) im VI. Einberufungzyklus zum Bezirksabgeordnete der Stadt Kisljar gewählt. Er war Mitglied der Fachkommission für Industrie, Verkehr, Kommunikation, Handel, Verbraucherdienstleistungen und Verbraucherschutz.
Nach einigen Streitigkeiten um eine mögliche Privatisierung leitet Druschinin seit 2014 das Unternehmen als Generaldirektor.

## Familie und Privatleben
Druschinin ist verheiratet und hat eine Tochter und zwei Söhne. Er engagiert sich in der orthodoxen Gemeinde von Machatschkala.

## Auszeichnungen
- Orden der Heiligen Gleichwertigen Apostel Großherzog Wladimir (1. Oktober 2016)[12]